# Wolfgang Hörner
Wolfgang Hörner (ur. 24 listopada 1944 w Kaliszu) – niemiecki pedagog, przedstawiciel komparatystyki. Profesor pedagogiki porównawczej na Uniwersytecie w Lipsku.

## Życiorys
Studiował historię, romanistykę i pedagogikę na Uniwersytecie w Heidelbergu, Uniwersytecie w Tuluzie oraz w Bochum. Od 1972 do 1993 roku pracował w Ruhr-Universität Bochum, gdzie w 1977 roku uzyskał stopień doktora filozofii. Stopień doktora habilitowanego uzyskał w 1991 roku na Uniwersytecie w Oldenburgu. Od 1 października 1993 roku profesor pedagogiki porównawczej na Uniwersytecie w Lipsku.
Zainteresowania naukowe Wolfganga Hörnera koncentrują się wokół porównawczych badań pedagogicznych dotyczących głównie krajów wschodnioeuropejskich oraz Francji. Ponadto zajmuje się badaniem kultury technicznej i kształceniem technicznym w szkole.

## Książki
- Curriculumentwicklung in Frankreich (1979)
- Curriculumentwicklung im internationalem Vergleich (1981)
- Technische Bildung und Berufsorientierung in der Sovietunion und in Frankreich (1983)
- Technikunterricht in Frankreich und Grossbritannien (1985)
- Ecole et culture technique (1987)
- Bildung und Wissenschaft in der DDR (1990)
- Von der Autonomie der Pädagogik zur Autonomie des Schulsystems (1991)
- Technische Bildung und Schule (1993)
- Vergleichende Bildungsforschung und Systemwandel in östlichen Europa (1993)
- Die polnische Schule im Umbruch (1994)
- Bildungssystem in Frankreich (2000)
- Bildung, Erziehung, Sozialisation (2010)

Źródła.